# Fortificações viquingues em anel

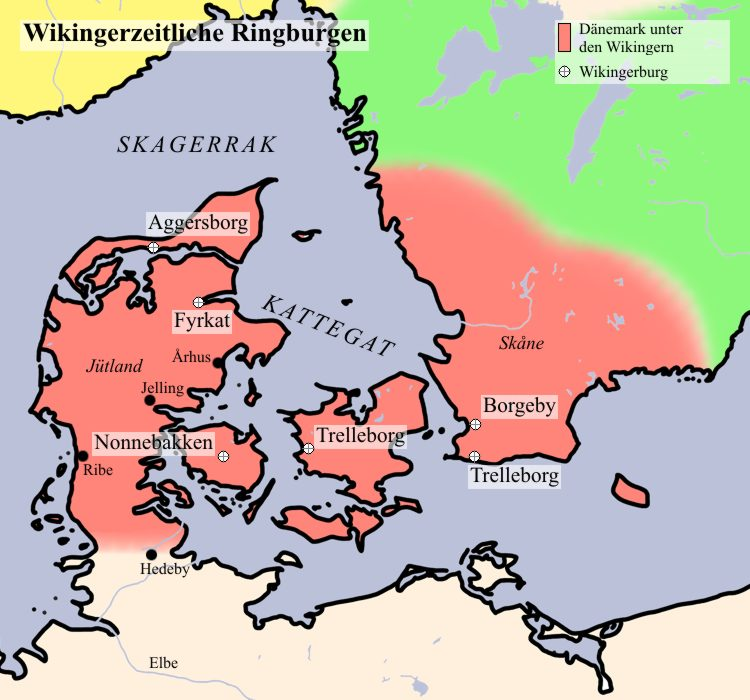
Distribuição dos castelos viquingues em anel

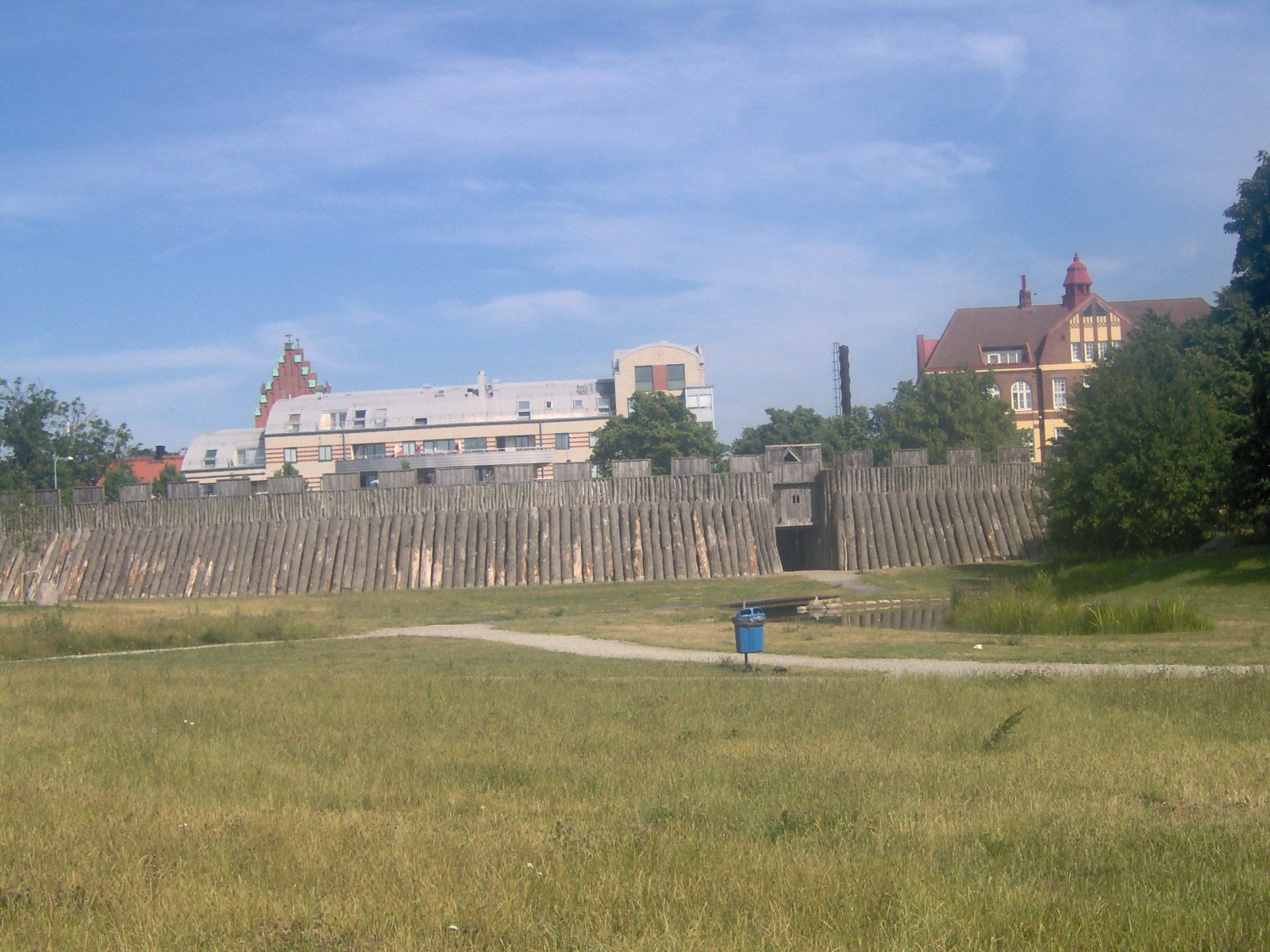
Treleburgo, na Escânia, Suécia

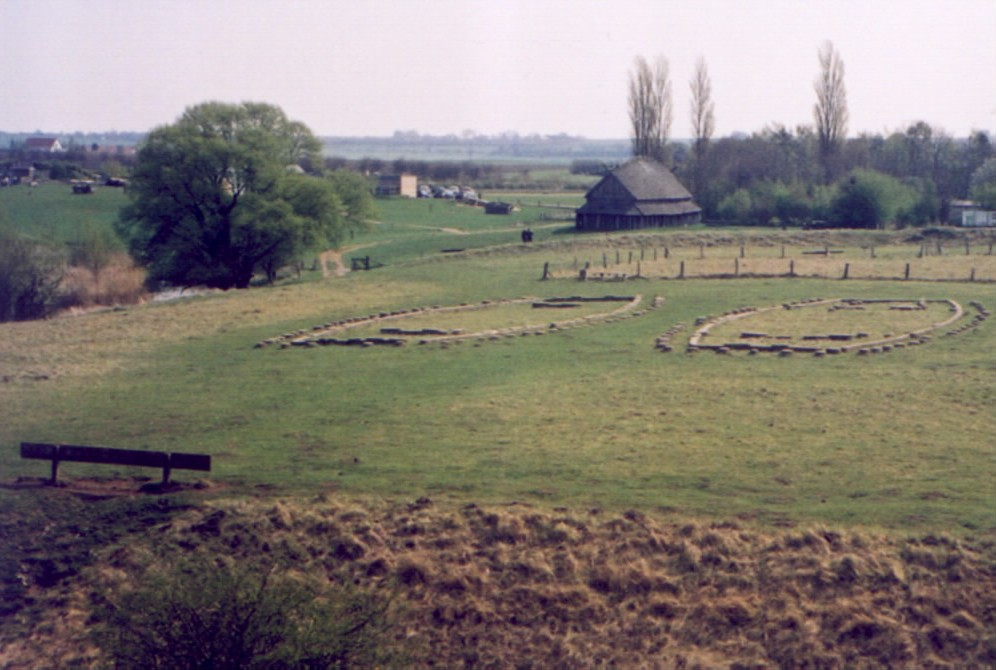
Treleburgo em Slagelse, na Dinamarca

A denominação Treleburgo (Trelleborg) é utilizada para designar coletivamente seis fortificações circulares localizadas na atual Dinamarca e no Sul da atual Suécia. Ela advém do primeiro exemplar descoberto, o Treleburgo próximo a Slagelse, cuja pesquisa arqueológica desenvolveu-se entre 1936 e 1941.
Também designadas como castelos viquingues em anel, essas estruturas remontam à época dos viquingues. Cinco deles foram datados como pertencentes ao reinado de Haroldo Dente-Azul da Dinamarca, falecido em 986. O sexto, o forte de Borgeby, foi datado como tendo sido erguido por volta do ano 1000, admitindo-se, por essa razão, que possa ter sido construído pelo mesmo soberano.
As seis estruturas possuem em comum o formato circular regular. Acredita-se que poderiam ter sido circundadas por uma muralha exterior, avançada, de planta circular ou não.

## Lista de fortificações circulares
- Aggersborg perto do fiorde de Lim, na Dinamarca.
- Borgeby, a norte de Lunda, na Escânia, na Suécia.
- Borrering perto de Lellinge, na Dinamarca.
- Fyrkat perto de Hobro, na Dinamarca.
- Nonnebakken em Odense, na Dinamarca.
- Treleburgo perto de Slagelse, na Dinamarca.
- Treleburgo, na Escânia, na Suécia.

A tradição tentou explicar a origem do nome Treleburgo como uma fortificação construída por escravos, dada a semelhança com a palavra dinamarquesa træl para designar um escravo. Porém, a palavra trel (pl. trelle) oferece uma explicação mais plausível, uma vez que designa os pilares de madeira que recobrem ambos os lados da muralha circular.

## Comparação das seis fortificações
| Nome            | Diâmetro interior | Espessura da muralha | Número de casas | Comprimento das casas |
| --------------- | ----------------- | -------------------- | --------------- | --------------------- |
| Aggersborg      | 240 m             | 11 m                 | 48              | 32.0 m                |
| Borgeby         | 150 m             | 15 m                 |                 |                       |
| Borrering       | 122 m             | 10-11 m              |                 |                       |
| Fyrkat          | 120 m             | 13 m                 | 16              | 28.5 m                |
| Nonnebakken     | 120 m             |                      |                 |                       |
| Treleburgo (S.) | 136 m             | 19 m                 | 16              | 29.4 m                |
| Treleburgo (T.) | 125 m             |                      |                 |                       |

Únicas na Europa, as fortificações erguidas sob o modelo Treleburgo seguiam um plano geométrico preciso, usando como medida o pé romano. 
Pensa-se que terão feito parte de um sistema defensivo criado pelo rei Haroldo Dente-Azul, após a perda do sul da Jutlândia.
Outra teoria sugere que eram acampamentos para o exército de Sueno Barba-Bifurcada, em preparação para o seu ataque à Inglaterra. Londres foi saqueada por suas forças em 1013.